# Sofia Hernanz Costa
Sofia del Carme Hernanz Costa (Eivissa, 21 de juny de 1970) és una política eivissenca, diputada al Parlament de les Illes Balears en la V Legislatura i al Congrés dels Diputats en la X, XI i XII Legislatures.
Llicenciada en dret, ha treballat com a lletrada de l'Ajuntament d'Eivissa. Militant del PSIB-PSOE, entre 2000 i 2004 fou membre de l'Executiva del partit i de 2005 a 2006 de l'executiva de l'Agrupació municipal d'Eivissa.
A les eleccions municipals espanyoles de 1995 fou escollida regidora a l'ajuntament d'Eivissa pel PSIB-PSOE. Fou escollida diputada a les eleccions al Parlament de les Illes Balears de 1999 amb el Pacte Progressista, així com consellera del Consell Insular d'Eivissa i Formentera.
De 2008 a 2011 fou nomenada Directora Insular de l'Administració General de l'Estat a Eivissa i Formentera. Fou escollida diputada a les eleccions generals espanyoles de 2011, 2015 i 2016 i ha estat membre de la Diputació Permanent del Congrés dels Diputats i Secretària Segona de la Comissió per a l'Estudi del Canvi Climàtic (2012-2014).
Sofía Hernanz fue uno de los quince diputados que votaron 'no' en la segunda sesión de investidura de Mariano Rajoy para la decimosegunda legislatura del gobierno de España el 29 de octubre de 2016.